# Décès en janvier 2022
Décès
- 2018
- 2019
- 2020
- 2021
- 2022
- 2023
- 2024
- 2025
- 2026

Pour une information complémentaire, voir la page d'aide.

| Date              | Nom                            | Activités | Âge   | Source |
| ----------------- | ------------------------------ | --- | ----- | ------ |
| 1er janvier       | Martin Achard                  | Poète et historien canadien. | 50    |        |
| 1er janvier       | Jean-Pierre Defontaine         | Homme politique français. | 84    |        |
| 1er janvier       | Francesco Forte                | Homme politique et universitaire italien. | 92    | (it)   |
| 1er janvier       | Andreas Kunz                   | Skieur de nordique, est-allemand puis allemand, médaillé de bronze aux Jeux olympiques d'hiver de 1968.                                        | 75    | (de)   |
| 1er janvier       | Roger-Xavier Lantéri           | Journaliste français. | 91    |        |
| 1er janvier       | Teresa Mota                    | Actrice portugaise | 81    |        |
| 1er janvier       | Pierre Parsus                  | Peintre et illustrateur français. | 100   |        |
| 1er janvier       | Dan Reeves                     | Joueur de foot U.S. puis entraîneur américain.                                                                                                 | 77    | (en)   |
| 1er janvier       | Calisto Tanzi                  | Entrepreneur et homme d'affaires italien. | 83    | (it)   |
| 1er janvier       | Jean-Charles Terrassier        | Psychologue français. | 81    |        |
| 1er janvier       | Marc Verdon                    | Homme politique français. | 90    |        |
| 2 janvier         | Saliu Adetunji                 | Monarque nigérian. | 93    | (en)   |
| 2 janvier         | Juan Manuel Albendea           | Homme politique espagnol. | 84    | (es)   |
| 2 janvier         | Daniel Colliard                | Homme politique français. | 91    |        |
| 2 janvier         | Jean-Guy Couture               | Évêque catholique canadien. | 92    |        |
| 2 janvier         | Eric Walter Elst               | Astronome et scientifique belge. | 85    | (nl)   |
| 2 janvier         | Jens Jørgen Hansen             | Footballeur puis entraîneur danois. | 82    | (da)   |
| 2 janvier         | Richard Leakey                 | Paléoanthropologue kényan. | 77    | (en)   |
| 2 janvier         | Dorothy McGowan                | Mannequin et actrice américaine | 82    |        |
| 2 janvier         | Irma Mico                      | Résistante française. | 107   |        |
| 2 janvier         | Joan Soler i Amigó             | Pédagogue et écrivain espagnol. | 80    | (es)   |
| 3 janvier         | Egle Becchi                    | Pédagogue et historienne italienne. | 91    | (it)   |
| 3 janvier         | Igor Bogdanoff                 | Producteur et animateur de télévision français.                                                                                                | 72    |        |
| 3 janvier         | George Bălan                   | Philosophe, musicologue et aphoriste roumain.                                                                                                  | 92    | (ro)   |
| 3 janvier         | Gianni Celati                  | Écrivain et universitaire italien. | 84    | (it)   |
| 3 janvier         | Oussou Konan                   | Footballeur ivoirien. | 32    | (vi)   |
| 3 janvier         | Mario Lanfranchi               | Réalisateur et scénariste italien. | 94    | (it)   |
| 3 janvier         | Kamel Lemoui                   | Footballeur algérien. | 82    |        |
| 3 janvier         | Beatrice Mintz                 | Biologiste du développement et embryologiste américaine.                                                                                       | 100   | (en)   |
| 3 janvier         | Chime Namgyal                  | Résistant et homme politique tibétain. | 79/80 | (en)   |
| 3 janvier         | Jiří Patera                    | Physicien-mathématicien canadien d'origine tchécoslovaque.                                                                                     | 85    |        |
| 3 janvier         | Viktor Saneïev                 | Athlète de sauts soviétique puis géorgien, triple champion olympique aux Jeux olympiques d'été de 1968, 1972, 1976, médaillé d'argent en 1980. | 76    | (ru)   |
| 3 janvier         | Claude Taittinger              | Entrepreneur et homme d'affaires français. | 94    |        |
| 3 janvier         | Marie-Laure Valla              | Décoratrice de cinéma française. | 58    |        |
| 4 janvier         | Rolf-Dieter Amend              | Céiste est-allemand puis allemand, champion olympique aux Jeux olympiques d'été de 1972.                                                       | 72    |        |
| 4 janvier         | Joan Copeland                  | Actrice américaine. | 99    | (en)   |
| 4 janvier         | Sergio Dangelo                 | Peintre et céramiste italien. | 89    | (it)   |
| 4 janvier         | Percy Hobson                   | Athlète de sauts en hauteur australien. | 79    | (en)   |
| 4 janvier         | Anatoli Kuksov                 | Footballeur international soviétique, médaillé de bronze aux Jeux olympiques d'été de 1972.                                                    | 72    | (en)   |
| 4 janvier         | Valentine Ligny                | Supercentenaire française. | 115   |        |
| 4 janvier         | Keishū Tanaka                  | Homme politique japonais. | 83    | (ja)   |
| 5 janvier         | Francisco Álvarez Martínez     | Cardinal espagnol. | 96    | (es)   |
| 5 janvier         | Enrico Berti                   | Philosophe italien. | 86    | (it)   |
| 5 janvier         | Robert Blust                   | Linguiste américain. | 81    | (en)   |
| 5 janvier         | Bill Bryden                    | Réalisateur et scénariste britannique. | 79    | (en)   |
| 5 janvier         | Jean-Fidèle Diramba            | Arbitre de football gabonais. | 69    |        |
| 5 janvier         | Mohamed Hilmi                  | Acteur, réalisateur et dramaturge algérien. | 90    |        |
| 5 janvier         | Hugh LeRoy                     | Sculpteur et enseignant canadien. | 82    | (en)   |
| 5 janvier         | Andrew Motanga Mounjimba       | Homme politique camerounais. | 62    |        |
| 5 janvier         | John J. Miller                 | Auteur de science-fiction américain. | 67    | (en)   |
| 5 janvier         | Anatole Novak                  | Cycliste sur route français. | 84    |        |
| 5 janvier         | Olga Orbán-Szabó               | Fleurettiste roumaine, médaillée d'argent aux Jeux olympiques d'été de 1956 puis de bronze à ceux de 1968 et 1972).                            | 83    | (ro)   |
| 6 janvier         | Peter Bogdanovich              | Critique, réalisateur et acteur américain. | 82    | (en)   |
| 6 janvier         | Bob Falkenburg                 | Joueur de tennis et entrepreneur américain puis brésilien.                                                                                     | 95    | (en)   |
| 6 janvier         | Mariano Laurenti               | Réalisateur, scénariste et acteur italien. | 92    | (it)   |
| 6 janvier         | Éliane Loneux                  | Athlète de sauts en longueur française. | 95    |        |
| 6 janvier         | Rómulo Méndez Molina           | Arbitre de football guatémaltèque. | 83    | (es)   |
| 6 janvier         | Gloria Piedimonte              | Chanteuse, actrice et danseuse italienne. | 66    | (it)   |
| 6 janvier         | Sidney Poitier                 | Acteur et réalisateur américano-bahaméen. | 94    |        |
| 6 janvier         | Francisco Sionil José          | Écrivain philippin. | 97    | (en)   |
| 6 janvier         | Tony Tallarico                 | Dessinateur de comics américain. | 88    | (en)   |
| 6 janvier         | Kwasi Wiredu                   | Philosophe ghanéen. | 90    | (en)   |
| 7 janvier         | Stéphane Blet                  | Pianiste, compositeur et militant politique français.                                                                                          | 52    |        |
| 7 janvier         | Laurence Boissier              | Artiste suisse. | 56    |        |
| 7 janvier         | Guy Cavagnac                   | Réalisateur et producteur français. | 87    |        |
| 7 janvier         | Mino De Rossi                  | Cycliste sur piste et sur route italien, champion olympique aux Jeux olympiques d'été de 1952.                                                 | 90    | (it)   |
| 7 janvier         | Jack Dromey                    | Homme politique et syndicaliste britannique.                                                                                                   | 73    | (en)   |
| 7 janvier         | José Évrard                    | Homme politique français. | 76    |        |
| 7 janvier         | Mark Forest                    | Culturiste et acteur américain. | 88    | (en)   |
| 7 janvier         | Michelle Guillon               | Géographe française. | 83    |        |
| 7 janvier         | Robert Hughes                  | Homme politique britannique. | 90    | (en)   |
| 7 janvier         | Anatoli Kvachnine              | Militaire soviétique puis russe. | 75    | (en)   |
| 7 janvier         | Raymond Malenfant              | Homme d'affaires canadien. | 91    |        |
| 7 janvier         | François Perigot               | Homme d'affaires et syndicaliste français. | 95    |        |
| 7 janvier         | Jean Philippe                  | Chanteur français. | 91/92 |        |
| 7 janvier         | Vitaliano Trevisan             | Écrivain, scénariste et acteur italien. | 61    | (it)   |
| 7 janvier         | Marc Vouillot                  | Entraîneur, spécialiste de force athlétique français.                                                                                          | 69    |        |
| 7 janvier         | Eberhard Zeidler               | Architecte canadien. | 95    |        |
| 8 janvier         | Baktash Abtin                  | Poète et réalisateur iranien. | 47/48 | (en)   |
| 8 janvier         | Marilyn Bergman                | Parolière américaine. | 93    | (en)   |
| 8 janvier         | Hanef Bhamjee                  | Avocat et militant du mouvement anti-apartheid sud-africano-britannique.                                                                       | 75/76 | (en)   |
| 8 janvier         | Pierre Boissière               | Poète, conteur et chanteur français. | 77    |        |
| 8 janvier         | Lourdes Castro                 | Peintre portugaise. | 91    | (pt)   |
| 8 janvier         | Charles Debbasch               | Juriste et universitaire français. | 84    |        |
| 8 janvier         | Truus Dekker                   | Actrice néerlandaise. | 99    | (nl)   |
| 8 janvier         | Andrew Jennings                | Journaliste d'investigation britannique. | 78    | (en)   |
| 8 janvier         | Michael Lang                   | Réalisateur artistique et impresario américain.                                                                                                | 77    | (en)   |
| 8 janvier         | Viktor Mazin                   | Haltérophile soviétique puis kazakh, champion olympique aux Jeux olympiques d'été de 1980.                                                     | 67    | (ru)   |
| 8 janvier         | Jaime Ostos                    | Matador espagnol. | 90    | (es)   |
| 8 janvier         | Carmelo Pujia                  | Homme politique italien. | 94    | (it)   |
| 8 janvier         | John Rambo                     | Athlète de sauts américain, médaillé de bronze aux Jeux olympiques d'été de 1964.                                                              | 78    | (en)   |
| 8 janvier         | Nina Rocheva                   | Fondeuse soviétique puis russe, médaillée d'argent aux Jeux olympiques d'hiver de 1980.                                                        | 73    | (ru)   |
| 8 janvier         | Marc Wilkinson                 | Compositeur et chef d'orchestre australien. | 92    | (de)   |
| 8 janvier         | Ventsislav Yankoff             | Pianiste français. | 95    |        |
| 9 janvier         | Franco Cavallo                 | Skipper italien, médaillé de bronze aux Jeux olympiques d'été de 1968.                                                                         | 89    | (it)   |
| 9 janvier         | Maria Ewing                    | Cantatrice américaine. | 71    |        |
| 9 janvier         | Andrée Fortin                  | Sociologue et écrivaine canadienne. | 68    |        |
| 9 janvier         | Dwayne Hickman                 | Acteur américain. | 87    | (en)   |
| 9 janvier         | Siegrun Jäger                  | Monteuse allemande. | 80    | (de)   |
| 9 janvier         | Toshiki Kaifu                  | Homme d'État japonais. | 91    | (en)   |
| 9 janvier         | Abdelkrim Kerroum              | Footballeur franco-algérien. | 85    | (ar)   |
| 9 janvier         | Jean Maheu                     | Haut fonctionnaire français. | 90    |        |
| 9 janvier         | Bob Saget                      | Acteur, animateur de télévision et humoriste américain.                                                                                        | 65    |        |
| 9 janvier         | Jouni Seistamo                 | Hockeyeur sur glace finlandais. | 83    | (fi)   |
| 9 janvier         | Tahani al-Gebali               | Magistrate égyptienne. | 71    | (en)   |
| 9 janvier         | Marie-France Tristan           | Universitaire française. | 79    |        |
| 10 janvier        | Robert Allan Ackerman          | Réalisateur américain. | 77    | (en)   |
| 10 janvier        | Herbert Achternbusch           | Cinéaste, écrivain et peintre allemand. | 83    | (de)   |
| 10 janvier        | Volodymyr Dolhov               | Nageur soviétique puis russe, médaillé de bronze aux Jeux olympiques d'été de 1980.                                                            | 61    | (en)   |
| 10 janvier        | Jim Drake                      | Réalisateur américain. | 77    | (en)   |
| 10 janvier        | Gérard Drouot                  | Producteur de spectacles français. | 69    |        |
| 10 janvier        | Ciro Durán                     | Réalisateur et scénariste colombien. | 84    | (es)   |
| 10 janvier        | Robert Durst                   | Homme d'affaires et criminel américain. | 78    | (en)   |
| 10 janvier        | Ian Greenberg                  | Homme d'affaires québécois. | 79    |        |
| 10 janvier        | Francis Jackson                | Organiste et compositeur britannique. | 104   | (en)   |
| 10 janvier        | Khan Jamal                     | Vibraphoniste de jazz américain. | 75    | (en)   |
| 10 janvier        | Friedrich Kurrent              | Architecte et auteur autrichien. | 90    | (de)   |
| 10 janvier        | Deon Lendore                   | Athlète de sprint trinidadien, médaillé de bronze aux Jeux olympiques d'été de 2012.                                                           | 29    |        |
| 10 janvier        | Gary Lindstrom                 | Informaticien américain. | 78    | (en)   |
| 10 janvier        | Øystein Lønn                   | Écrivain et journaliste norvégien. | 85    | (no)   |
| 10 janvier        | Don Maynard                    | Joueur de foot U.S. américain. | 86    | (en)   |
| 10 janvier        | Shinji Mizushima               | Mangaka japonais. | 82    | (ja)   |
| 10 janvier        | Abdellatif M'rah               | Réalisateur et producteur algérien. | 76    |        |
| 10 janvier        | Olavi Rinteenpää               | Athlète finlandais. | 97    | (fi)   |
| 10 janvier        | Margherita de Savoie-Aoste     | Princesse et Archiduchesse italo-autrichienne.                                                                                                 | 91    |        |
| 10 janvier        | Burke Shelley                  | Chanteur, compositeur et bassiste britannique.                                                                                                 | 71    | (en)   |
| 10 janvier        | Gary Waldhorn                  | Acteur britannique. | 78    | (en)   |
| 11 janvier        | Anatoli Aliabiev               | Biathlète soviétique puis russe, double champion olympique et médaillé de bronze aux Jeux olympiques d'hiver de 1980.                          | 70    | (ru)   |
| 11 janvier        | Evence-Charles Coppée          | Patron de presse belge. | 68    |        |
| 11 janvier        | Dimitri                        | Auteur de bandes dessinées et écrivain français.                                                                                               | 94    |        |
| 11 janvier        | Christian Gasc                 | Costumier français. | 76    |        |
| 11 janvier        | Boris Khazanov                 | Écrivain russe. | 93    | (ru)   |
| 11 janvier        | Armand Loreau                  | Céiste français. | 90    |        |
| 11 janvier        | Hélène Plemiannikov            | Monteuse française. | 93    |        |
| 11 janvier        | David Sassoli                  | Journaliste et un homme politique italien, Président du Parlement européen.                                                                    | 65    |        |
| 11 janvier        | Ernest Shonekan                | Avocat, entrepreneur et homme d'État nigérian.                                                                                                 | 85    | (en)   |
| 11 janvier        | Ahmet Çalık                    | Footballeur turc. | 27    | (tr)   |
| 11 janvier        | Siegfried Valentin             | athlète de demi-fond est-allemand puis allemand.                                                                                               | 85    | (de)   |
| 12 janvier        | Othmane Belouizdad             | militant et moudjahid algérien | 93    |        |
| 12 janvier        | Luis Castañeda Lossio          | Homme politique péruvien. | 76    | (es)   |
| 12 janvier        | Marie-José Denys               | Femme politique française. | 71    |        |
| 12 janvier        | Marc Janson                    | Artiste-peintre français. | 91    |        |
| 12 janvier        | Serge Koster                   | Professeur de lettres, critique littéraire et écrivain français.                                                                               | 81    |        |
| 12 janvier        | Iraj Pezeshkzad                | Écrivain iranien. | 93    | (fa)   |
| 12 janvier        | Waiphot Phetsuphan             | Chanteur pop thaïlandais. | 79    | (en)   |
| 12 janvier        | Didier Poidyaliwane            | Homme politique indépendantiste néo-calédonien.                                                                                                | 55    |        |
| 12 janvier        | Ronnie Spector                 | Chanteuse américaine. | 78    |        |
| 12 janvier        | Ahmed Touili                   | Universitaire tunisien. | 79    |        |
| 12 janvier        | Aminata Touré                  | Femme politique guinéenne. | 69    |        |
| 12 janvier        | Joseph Zangerle                | Joueur de football international luxembourgeois.                                                                                               | 72    |        |
| 13 janvier        | Jean-Jacques Beineix           | Réalisateur et écrivain français. | 75    |        |
| 13 janvier        | Werner Delmes                  | Hockeyeur sur gazon puis entraîneur allemand, médaillé de bronze aux Jeux olympiques d'été de 1956 et champion olympique en 1972.              | 91    | (de)   |
| 13 janvier        | Paul Masson                    | Prêtre catholique français. | 94    |        |
| 13 janvier        | Gilles Michaud                 | homme d'affaires et homme politique canadien.                                                                                                  | 86    |        |
| 13 janvier        | Chiara Samugheo                | Photographe italienne. | 86    | (it)   |
| 13 janvier        | Lambert Amon Tanoh             | Ministre de l'Éducation nationale ivoirien. | 95    |        |
| 13 janvier        | Raúl Vilches                   | Joueur de volley-ball cubain, médaillé de bronze aux Jeux olympiques d'été de 1976.                                                            | 67    | (es)   |
| 13 janvier        | Raúl Vilches                   | Musicien de jazz belge. | 84    | (nl)   |
| 14 janvier        | Ricardo Bofill                 | Architecte espagnol. | 82    |        |
| 14 janvier        | Paul Comiti                    | Reporter et documentaliste français. | 51    |        |
| 14 janvier        | Ron Goulart                    | Auteur de science-fiction, de suspense et de fantasy et historien de la culture populaire américain.                                           | 89    | (en)   |
| 14 janvier        | Alice von Hildebrand           | Philosophe et théologienne catholique belgo-américaine.                                                                                        | 98    | (en)   |
| 14 janvier        | John Sainsbury                 | Homme d'affaires et homme politique britannique.                                                                                               | 94    | (en)   |
| 14 janvier        | Paolo Schiavocampo             | Peintre et sculpteur italien. | 97    | (it)   |
| 14 janvier        | Jaswant Singh                  | Joueur de hockey sur gazon indien, médaillé d'argent aux Jeux olympiques d'été de 1960.                                                        | 90    | (en)   |
| 14 janvier        | Dave Wolverton                 | Écrivain de science-fiction américain. | 64    | (en)   |
| 14 janvier        | Thiago de Mello                | Poète et traducteur brésilien. | 95    | (es)   |
| 15 janvier        | Rink Babka                     | Athlète de lancers de disque américain, médaillé d'argent aux Jeux olympiques d'été de 1960.                                                   | 85    | (en)   |
| 15 janvier        | Jean Bouvier                   | Peintre français. | 97    |        |
| 15 janvier        | Ebrahim Buzhu                  | Traficant de drogue néerlando-marocain. | 52    | (es)   |
| 15 janvier        | Nino Cerruti                   | Styliste et modéliste italien. | 91    |        |
| 15 janvier        | Kah Kyung Cho                  | Philosophe sud-coréen puis américain. | 94    | (en)   |
| 15 janvier        | Carmela Corren                 | Chanteuse et actrice israélienne. | 83    | (en)   |
| 15 janvier        | Michelle Grangaud              | Écrivaine et poétesse française. | 80    |        |
| 15 janvier        | Jean-Claude Lord               | Réalisateur, scénariste et producteur canadien.                                                                                                | 78    |        |
| 15 janvier        | Alexa McDonough                | Femme politique canadienne. | 77    | (en)   |
| 15 janvier        | Robert Péri                    | Footballeur français. | 80    |        |
| 15 janvier        | Michel Ruhl                    | Acteur français. | 87    |        |
| 15 janvier        | Steve Schapiro                 | Photojournaliste américain. | 87    | (en)   |
| 16 janvier        | Jacobo Azafrani                | Footballeur marocain. | 89    | (es)   |
| 16 janvier        | Francis Bazire                 | Coureur cycliste français. | 82    |        |
| 16 janvier        | Tova Berlinski                 | Peintre israélienne. | 106   | (en)   |
| 16 janvier        | Ibrahim Boubacar Keïta         | Homme d'État malien, président de la République du 4 septembre 2013 au 18 août 2020.                                                           | 76    |        |
| 16 janvier        | Michael Brecher                | Politologue et professeur québécois. | 96    | (en)   |
| 16 janvier        | William Cochran                | Chanteur lyrique américain. | 78    | (en)   |
| 16 janvier        | Bas Edixhoven                  | Mathématicien néerlandais. | 59    | (nl)   |
| 16 janvier        | Alekos Fassianos               | Peintre grec. | 86    |        |
| 16 janvier        | Françoise Forton               | Actrice brésilienne, d'origine française. | 64    | (pt)   |
| 16 janvier        | Guy-Rachel Grataloup           | Peintre français. | 86    |        |
| 16 janvier        | Hana Horka                     | Chanteuse tchèque. | 57    |        |
| 16 janvier        | Gilles Le Béguec               | Historien, maître de conférences et professeur d'université français.                                                                          | 78    |        |
| 16 janvier        | Marie Ludovic Manoka Nzuzi     | Femme politique congolais. | ?     |        |
| 16 janvier        | Charles McGee                  | Pilote de chasse américain. | 102   | (en)   |
| 16 janvier        | Lucienne Moreau                | Comédienne française. | 88    |        |
| 16 janvier        | Paul Myners                    | Homme d'affaires et homme politique britannique.                                                                                               | 73    | (en)   |
| 16 janvier        | Georges Pelletier              | Médecin, chercheur et professeur canadien. | 82    |        |
| 16 janvier        | Jeremy Sivits                  | Soldat américain. | 42    | (en)   |
| 17 janvier        | Dominic Desroches              | Philosophe canadien. | 50    |        |
| 17 janvier        | Raoul Foulon                   | Photographe de plateau et réalisateur français.                                                                                                | 96    |        |
| 17 janvier        | Dean Jaensch                   | Politologue Australien. | 85    | (en)   |
| 17 janvier        | Michel Konen                   | Journaliste de télévision belge. | 70    |        |
| 17 janvier        | Benoît Lwamba                  | Haut-magistrat congolais. | 67    |        |
| 17 janvier        | Karim Ouellet                  | Auteur-compositeur-interprète canadien. | 37    |        |
| 17 janvier        | Alicia Rio                     | Actrice de films pornographiques américaine.                                                                                                   | 51    | (en)   |
| 17 janvier        | Agnès Spycket                  | Assyriologue, iconologue et archéologue français.                                                                                              | 100   |        |
| 17 janvier        | Michel Subor                   | Acteur français. | 86    |        |
| 18 janvier        | Lorenzo Alocén                 | Basketteur espagnol. | 84    | (es)   |
| 18 janvier        | Jonathan Brown                 | Hispaniste américain. | 82    | (en)   |
| 18 janvier        | David Cox                      | Statisticien britannique. | 97    | (en)   |
| 18 janvier        | Reinaldo De Santis             | Sculpteur italo-argentin. | 94    |        |
| 18 janvier        | Saturnino de la Fuente García  | Supercentenaire espagnol. | 112   | (en)   |
| 18 janvier        | Francisco Gento                | Footballeur espagnol. | 88    | (es)   |
| 18 janvier        | Dick Halligan                  | Compositeur et musicien de jazz américain. | 78    | (en)   |
| 18 janvier        | Lusia Harris                   | Joueuse américaine de basket-ball, médaillée d'argent aux Jeux olympiques d'été de 1976.                                                       | 66    | (en)   |
| 18 janvier        | Paavo Heininen                 | Compositeur et pianiste finlandais. | 84    |        |
| 18 janvier        | G. V. Kromah                   | Journaliste libérien. | 68    | (en)   |
| 18 janvier        | Jean Laborde                   | Homme politique français. | 99    |        |
| 18 janvier        | Jordan Michallet               | Joueur français de rugby à XV. | 29    |        |
| 18 janvier        | Alberto Michelotti             | Arbitre de football international italien. | 91    | (it)   |
| 18 janvier        | Yvette Mimieux                 | Actrice américaine. | 80    | (en)   |
| 18 janvier        | Anatoliy Novikov               | Judoka soviétique, médaillé de bronze aux Jeux olympiques d'été de 1972.                                                                       | 75    | (uk)   |
| 18 janvier        | Arvid Nyberg                   | Biathlète norvégien. | 93    | (no)   |
| 18 janvier        | Rafael Rojas                   | Chanteur lyrique mexicain. | 59    | (es)   |
| 18 janvier        | Souleymane Sidibé              | Homme politique malien. | 72    |        |
| 18 janvier        | André Leon Talley              | Journaliste de mode américain. | 73    | (en)   |
| 19 janvier        | Antonio Borrometi              | Homme politique italien. | 68    | (it)   |
| 19 janvier        | Pierrette Brochay              | Résistante puis Psychologue française. | 103   |        |
| 19 janvier        | Hans-Jürgen Dörner             | Footballeur puis entraîneur est-allemand puis allemand, champion olympique aux Jeux olympiques d'été de 1976.                                  | 70    | (de)   |
| 19 janvier        | Nils Arne Eggen                | Footballeur puis entraîneur norvégien. | 80    | (no)   |
| 19 janvier        | Elmar Fischer                  | Prélat catholique autrichien. | 85    | (en)   |
| 19 janvier        | Simon Gauthier                 | Conteur canadien. | 48    |        |
| 19 janvier        | Bob Goalby                     | Golfeur américain. | 92    | (en)   |
| 19 janvier        | Stanisław Grędziński           | Athlète de sprint polonais. | 76    | (pl)   |
| 19 janvier        | Michael Jones                  | Écrivain, conférencier, compositeur et pianiste canadien.                                                                                      | 79/80 | (en)   |
| 19 janvier        | Vladimir Kotliarov             | Évêque orthodoxe soviétique puis russe. | 92    | (ru)   |
| 19 janvier        | Hardy Krüger                   | Acteur allemand. | 93    | (en)   |
| 19 janvier        | Marcus Reichert                | Réalisateur, scénariste, producteur, monteur, acteur et directeur de la photographie américain.                                                | 73    |        |
| 19 janvier        | Nigel Rogers                   | Ténor et chef d'orchestre britannique. | 86    |        |
| 19 janvier        | Patrice Sciortino              | Compositeur de musique classique français. | 99    |        |
| 19 janvier        | Élisabeth Tavernier            | Costumière française. | 75    |        |
| 19 janvier        | Gaspard Ulliel                 | Acteur et mannequin français. | 37    |        |
| 19 janvier        | Claude van 't Veer-Menneret    | Astronome et astrophysicienne française. | 93    |        |
| 19 janvier        | Jan Zagers                     | Coureur cycliste belge. | 90    |        |
| 20 janvier        | Michel Alvès                   | Écrivain français. | 80    |        |
| 20 janvier        | James Maxwell Bardeen          | Physicien et cosmologiste américain. | 83    | (en)   |
| 20 janvier        | Heidi Biebl                    | Skieuse alpine allemande, championne aux Jeux olympiques d'hiver de 1960.                                                                      | 80    | (de)   |
| 20 janvier        | Gernot Böhme                   | Philosophe allemand. | 85    | (de)   |
| 20 janvier        | David Bramwell                 | Botaniste britannique. | 79    | (es)   |
| 20 janvier        | Eduardo Flores                 | Footballeur argentin. | 77    | (es)   |
| 20 janvier        | Benjamin Kogo                  | Athlète de steeple kényan, médaillé d'argent aux Jeux olympiques d'été de 1968.                                                                | 77    | (en)   |
| 20 janvier        | Meat Loaf                      | Chanteur de rock et acteur américain. | 74    | (de)   |
| 20 janvier        | Emil Mangelsdorff              | musicien de jazz allemand. | 96    | (de)   |
| 20 janvier        | Camillo Milli                  | Acteur italien. | 92    | (it)   |
| 20 janvier        | Hideo Onchi                    | Réalisateur et scénariste japonais. | 88    | (ja)   |
| 20 janvier        | Aimé Planchon                  | Escrimeur, nageur, pongiste et lugeur handisport français.                                                                                     | 87    |        |
| 20 janvier        | René Robert                    | Photographe suisse. | 85    |        |
| 20 janvier        | Elza Soares                    | Chanteuse brésilienne. | 91    | (en)   |
| 21 janvier        | Louie Anderson                 | Acteur, scénariste et producteur américain. | 68    | (en)   |
| 21 janvier        | Rex Cawley                     | Athlète de haies américain, champion olympique aux Jeux olympiques d'été de 1964.                                                              | 81    | (en)   |
| 21 janvier        | Heidi Diggelmann               | Médecin, chercheuse et professeure universitaire suisse.                                                                                       | 85    |        |
| 21 janvier        | Felicia Donceanu               | Compositrice et peintre roumaine. | 90    | (ro)   |
| 21 janvier        | James Forbes                   | Joueur puis entraîneur américain de basket-ball, médaillé d'argent aux Jeux olympiques d'été de 1972.                                          | 69    | (en)   |
| 21 janvier        | Krzysztof Gawędzki             | Physicien mathématicien polonais. | 74    |        |
| 21 janvier        | Clark Gillies                  | Joueur canadien de hockey sur glace. | 67    |        |
| 21 janvier        | Joyce Holden                   | Actrice américaine. | 91    | (en)   |
| 21 janvier        | Jean Jamin                     | Ethnologue et anthropologue français. | 76    |        |
| 21 janvier        | Harry Kurschat                 | Boxeur allemand, médaillé d'argent aux Jeux olympiques d'été de 1956.                                                                          | 91    |        |
| 21 janvier        | Arlo Landolt                   | Astronome américain. | 86    | (en)   |
| 21 janvier        | Arnis Līcītis                  | Acteur soviétique puis letton. | 76    | (ru)   |
| 21 janvier        | Marcel Mauron                  | Joueur suisse de football. | 92    |        |
| 21 janvier        | Anatoli Naïman                 | Poète, traducteur, essayiste et écrivain soviétique puis russe.                                                                                | 85    | (ru)   |
| 21 janvier        | Mace Neufeld                   | Producteur de cinéma et de télévision américain.                                                                                               | 93    | (en)   |
| 21 janvier        | Jean-Luc Parodi                | Politologue français. | 84    |        |
| 21 janvier        | Antonino Valletta              | Médecin et homme politique italien. | 83    | (it)   |
| 21 janvier        | Zhang Jie                      | Romancière chinoise. | 84    | (zh)   |
| 22 janvier        | Hartmut Becker                 | Acteur allemand. | 83    | (de)   |
| 22 janvier        | Marc Crousillat                | Joueur de water-polo français. | 62    |        |
| 22 janvier        | Pierre Escourrou               | Joueur de rugby à XIII français. | 84    |        |
| 22 janvier        | Raphaël Esrail                 | Résistant français. | 96    |        |
| 22 janvier        | René Gagnon                    | Peintre canadien. | 93    |        |
| 22 janvier        | Kathryn Kates                  | Actrice américaine. | 73    | (en)   |
| 22 janvier        | Katuutire Kaura                | Homme politique namibien. | 80    | (en)   |
| 22 janvier        | Hugo Ott                       | Biographe, historien et professeur d'université allemand.                                                                                      | 90    | (de)   |
| 22 janvier        | António Lima Pereira           | Footballeur portugais. | 69    | (pt)   |
| 22 janvier        | Jean-Jacques Savin             | Aventurier français. | 75    | (pt)   |
| 22 janvier        | Sverre Stensheim               | Fondeur norvégien. | 88    | (no)   |
| 22 janvier        | Thích Nhất Hạnh                | Moine bouddhiste et poète vietnamien. | 95    |        |
| 22 janvier        | Janina Traczykówna             | Actrice polonaise. | 91    | (pl)   |
| 22 janvier        | Jef Van Gool                   | Footballeur belge. | 86    | (nl)   |
| 22 janvier        | Pato Álvarez                   | Joueur et entraîneur de tennis colombien. | 87    | (es)   |
| 23 janvier        | Jacques Abeille                | Écrivain français. | 79    |        |
| 23 janvier        | Renato Cecchetto               | Acteur italien. | 70    | (it)   |
| 23 janvier        | Marie-Claire Chevalier         | Personnalité française, figure de la légalisation de l'avortement en France.                                                                   | 66    |        |
| 23 janvier        | Božidar Đurašević              | Joueur d'échecs yougoslave puis serbe. | 88    | (bs)   |
| 23 janvier        | Enzo Fasano                    | Homme politique italien. | 70    | (it)   |
| 23 janvier        | Serge Korber                   | Réalisateur français. | 85    |        |
| 23 janvier        | Ketevan Losaberidze            | Archère soviétique puis géorgienne, championne olympique aux Jeux olympiques d'été de 1980.                                                    | 72    |        |
| 23 janvier        | Jean-Claude Mézières           | Dessinateur de bande dessinée français. | 83    |        |
| 23 janvier        | Thierry Mugler                 | Styliste et grand couturier français. | 76    |        |
| 23 janvier        | Carlo Parietti                 | Journaliste italien. | 71    | (en)   |
| 23 janvier        | Guy Saint-Pierre               | Ingénieur, homme d'affaires et homme politique canadien.                                                                                       | 87    |        |
| 23 janvier        | Janet Scott                    | Chimiste sud-africaine. | 57    |        |
| 23 janvier        | Rolf Zehetbauer                | Décorateur de cinéma allemand. | 92    |        |
| 24 janvier        | Etchika Choureau               | Actrice française. | 92    |        |
| 24 janvier        | Szilveszter Csollány           | Gymnaste hongrois, médaillé d'argent aux Jeux olympiques d'été de 1996 et champion olympique à ceux de 2000.                                   | 51    | (en)   |
| 24 janvier        | Constance Edjeani-Afenu        | Femme militaire ghanéenne. | 61    | (en)   |
| 24 janvier        | Ronnie Fearn                   | Homme politique britannique. | 90    | (en)   |
| 24 janvier        | Greta Ferušić                  | Universitaire serbe, survivante de la Shoah.                                                                                                   | 97    | (en)   |
| 24 janvier        | Fatma Girik                    | Actrice, animatrice de télévision et femme politique turque.                                                                                   | 79    | (en)   |
| 24 janvier        | Ayberk Pekcan                  | Acteur turc. | 51    | (tr)   |
| 24 janvier        | Arnaud Spire                   | Journaliste et philosophe français. | 82    |        |
| 24 janvier        | Mark Tseitline                 | Joueur d'échecs et entraîneur soviétique puis israélien.                                                                                       | 78    |        |
| 24 janvier        | Olavo de Carvalho              | Philosophe autodidacte, écrivain et essayiste brésilien.                                                                                       | 74    | (pt)   |
| 25 janvier        | Juan Báez                      | Joueur de basket-ball portoricain. | 86    | (es)   |
| 25 janvier        | Monique Blin                   | Directrice de théâtre française. | 88    |        |
| 25 janvier        | Jean-Claude Corbeil            | Linguiste et professeur canadien. | 89    |        |
| 25 janvier        | Svetlana Căpățînă              | Femme politique moldave. | 52    | (ro)   |
| 25 janvier        | Thierry Dejean                 | Réalisateur français. | 54    |        |
| 25 janvier        | Dodrupchen Rinpoché            | Moine bouddhiste tibétain. | 94/95 | (en)   |
| 25 janvier        | Jean-Pierre Gredy              | Dramaturge français. | 101   |        |
| 25 janvier        | Wim Jansen                     | Footballeur néerlandais. | 75    |        |
| 25 janvier        | Dojčin Perazić                 | Footballeur et ensuite entraîneur yougoslave, monténégrin puis belge.                                                                          | 76    | (sr)   |
| 25 janvier        | Milena Salvini                 | Danseuse française. | 88    |        |
| 25 janvier        | Crispin Tickell                | Diplomate, écologiste et universitaire britannique.                                                                                            | 91    | (en)   |
| 26 janvier        | Philippe Contamine             | Enseignant-chercheur et historien français. | 89    |        |
| 26 janvier        | Alexandre Despallières         | escroc français. | 53    |        |
| 26 janvier        | Gérald Ducimetière             | Artiste franco-suisse. | 81    |        |
| 26 janvier        | Philippe Fraleu                | Architecte français. | 86    |        |
| 26 janvier        | Roland Glowinski               | Mathématicien français. | 84    | (en)   |
| 26 janvier        | Mirza Khan                     | Athlète de haies pakistanais. | 97    | (en)   |
| 26 janvier        | Jan Michalik                   | Lutteur polonais. | 73    |        |
| 26 janvier        | Françoise Pinkwasser           | Actrice française. | 64    |        |
| 26 janvier        | Antonio Puddu                  | Écrivain italien. | 88    | (it)   |
| 26 janvier        | Julio Radilovic                | Dessinateur et scénariste de bande dessinée yougoslave puis slovène.                                                                           | 93    | (hr)   |
| 26 janvier        | Raul Sampaio                   | Auteurcompositeur interprète brésilien. | 93    | (pt)   |
| 27 janvier        | Alain Bancquart                | Compositeur français. | 87    |        |
| 27 janvier        | Georg Christoph Biller         | Chef de chœur allemand. | 66    | (de)   |
| 27 janvier        | Antoine Dalla Cieca            | Footballeur et entraîneur français. | 90    |        |
| 27 janvier        | Silvia Gmür                    | Architecte suisse. | 82    | (de)   |
| 27 janvier        | Pavlo Kouznietsov              | Homme politique soviétique puis ukrainien. | 71    | (uk)   |
| 27 janvier        | René de Obaldia                | Dramaturge, romancier et poète français. | 103   |        |
| 27 janvier        | Franz Pfeffer                  | Diplomate allemand. | 96    | (de)   |
| 27 janvier        | Charanjit Singh                | Joueur de hockey sur gazon indien. | 90    | (en)   |
| 27 janvier        | Karl Spiehs                    | Producteur de cinéma autrichien. | 90    | (de)   |
| 27 janvier        | Arnold Squitieri               | Traficant de drogue américain. | 85    | (en)   |
| 27 janvier        | Frédéric Stasiak               | Juriste et universitaire français. | 55    |        |
| 27 janvier        | Walter Joseph Bock             | Ornithologue américain. | 88    |        |
| 27 janvier        | Élisabeth de Wurtemberg        | Princesse et Duchesse germano-italienne. | 88    |        |
| 28 janvier        | George Ayittey                 | Économiste ghanéen. | 76    | (en)   |
| 28 janvier        | Joseph Belmont                 | Homme politique seychellois. | 74    | (en)   |
| 28 janvier        | Paolo Gioli                    | Peintre, photographe et réalisateur italien.                                                                                                   | 79    | (it)   |
| 28 janvier        | Hans-Peter Lanig               | Skieur alpin allemand, médaillé d'argent aux Jeux olympiques d'hiver de 1960.                                                                  | 86    | (de)   |
| 28 janvier        | Guy Laporte                    | Joueur de rugby à XV international français.                                                                                                   | 69    |        |
| 28 janvier        | Donald May                     | Acteur américain. | 92    | (en)   |
| 28 janvier        | Gilles Mirallès                | Joueur d'échecs français. | 55    |        |
| 28 janvier        | Régine Scelles                 | Psychologue clinicienne et universitaire française.                                                                                            | 63    |        |
| 29 janvier        | Marie-Françoise Baslez         | Universitaire et historienne française. | 75    |        |
| 29 janvier        | Jean-Paul Bordeleau            | Homme politique canadien. | 78    |        |
| 29 janvier        | Desmond Drummond               | Joueur de rugby à XIII anglais d'origine jamaïcaine.                                                                                           | 63    | (en)   |
| 29 janvier        | Leonard Fenton                 | Acteur britannique. | 95    | (en)   |
| 29 janvier        | Rainer Hannig                  | Égyptologue allemand. | 69    | (de)   |
| 29 janvier        | Howard Hesseman                | Acteur et humoriste américain. | 81    | (en)   |
| 29 janvier        | Arlette Jouanna                | Historienne et universitaire française. | 85    |        |
| 29 janvier        | Michelle Marquais              | Actrice française. | 95    |        |
| 29 janvier        | Enrico Olivieri                | Acteur italien. | 82    |        |
| 29 janvier        | Bernard Quilfen                | Cycliste sur route et directeur sportif français.                                                                                              | 72    |        |
| 29 janvier        | Rajgopalan Rajamohan           | Astronome indien. | ?     |        |
| 29 janvier        | John K. Singlaub               | Militaire américain. | 100   | (en)   |
| 29 janvier        | Freddy Thielemans              | Homme politique belge, bourgmestre de Bruxelles.                                                                                               | 77    |        |
| 29 janvier        | Kōhei Yoshiyuki                | Photographe japonais. | 76    | (en)   |
| 30 janvier        | Frans Aerenhouts               | Cycliste sur route belge. | 84    | (nl)   |
| 30 janvier        | Francis Apesteguy              | Reporter-photographe français. | 69    |        |
| 30 janvier        | Jon Appleton                   | Compositeur de musique électroacoustique américain.                                                                                            | 83    | (en)   |
| 30 janvier        | Dawa Rinpoché Khenrab Wangchuk | Ministre ecclésiastique tibétain. | 84/85 |        |
| 30 janvier        | Alphonse Douati                | Homme politique ivoirien. | 66/67 |        |
| 30 janvier        | Piero Gamba                    | Chef d'orchestre et pianiste italien. | 84/85 | (it)   |
| 30 janvier        | Leonid Kouravliov              | Acteur russe. | 85    | (ru)   |
| 30 janvier        | Cheslie Kryst                  | Avocate américaine, élue Miss USA 2019. | 30    | (en)   |
| 30 janvier        | Viktor Merejko                 | Acteur, scénariste et réalisateur soviétique puis russe.                                                                                       | 84    | (ru)   |
| 30 janvier        | Takao Nishizeki                | Mathématicien et informaticien théoricien japonais.                                                                                            | 74/75 | (en)   |
| 30 janvier        | Mike Nykoluk                   | Hockeyeur sur glace puis entraîneur canadien.                                                                                                  | 87    | (en)   |
| 30 janvier        | Jawdat Said                    | Érudit musulman turc. | 90    | (ar)   |
| 30 janvier        | Robert Wall                    | Acteur, cascadeur et écrivain américain. | 82    | (en)   |
| 31 janvier        | Miquel Aubà i Fleix            | Homme politique espagnol. | 58    | (es)   |
| 31 janvier        | Ekkehardt Belle                | Acteur allemand. | 67    | (de)   |
| 31 janvier        | Pierre Bellon                  | Entrepreneur et milliardaire français. | 92    |        |
| 31 janvier        | James Bidgood                  | Photographe et réalisateur américain. | 88    |        |
| 31 janvier        | Carleton Carpenter             | Acteur américain. | 95    | (en)   |
| 31 janvier        | Tatiana Farnese                | Actrice italienne. | 97    | (it)   |
| 31 janvier        | Daniel Hédé                    | Footballeur français. | 75    |        |
| 31 janvier        | Claude Lutz                    | Kayakiste français. | 80    |        |
| 31 janvier        | Flemming Quist Møller          | Réalisateur, scénariste, acteur et écrivain danois.                                                                                            | 79    | (da)   |
| 31 janvier        | Voldemaras Novickis            | Joueur de handball soviétique, champion et médaillé d'argent olympique (1980, 1988).                                                           | 65    | (lt)   |
| 31 janvier        | Klaus Ploghaus                 | Athlète de lancers de marteau allemand, médaillé de bronze aux Jeux olympiques d'été de 1984.                                                  | 65    | (de)   |
| 31 janvier        | Isabel Robalino                | Avocate, syndicaliste et femme politique équatorienne.                                                                                         | 104   | (es)   |
| 31 janvier        | Bienvenu Sene Mongaba          | Écrivain congolais. | 55    |        |
| 31 janvier        | Leon Silver                    | Géologue américain. | 96    | (en)   |
| date indéterminée | John Ehsa                      | Homme politique micronésien. | 63    | (en)   |
| date indéterminée | Morris Tafatu                  | Homme politique niuéen. | 86    | (en)   |